# Amalia de Solms-Braunfels
Amalia de Solms-Braunfels (31 august 1602 – 8 septembrie 1675), a fost regentă de Orania. A fost soția lui Frederic Henric, Prinț de Orania și fiica lui Johann Albrecht I și a soției acestuia, Agnes de Sayn-Wittgenstein.

## Biografie
Amalia și-a petrecut copilăria la castelul părinților de la Braunfels. A făcut paret din curtea Elisabetei, soția lui Frederic al V-lea, Elector Palatin, "Regele de-o Iarnă" al Boemiei. După ce forțele imperiale l-au învins pe Frederic al V-lea, Amalia a fugit împreună cu regina care era însărcinată spre vest. Elisabeta a intrat în travaliu în timpul călătoriei lor și Amalia ajutat-o să nască.
Capătul călătoriei lor a fost Haga, unde stadtholder-ul Maurice de Nassau le-a acordat azil în 1621. De multe ori ele au apărut la curtea lui, unde fratele vitreg mai mic al lui Maurice, Frederic Henric s-a îndrăgostit de Amalia în 1622. Frederic s-a căsătorit cu Amalia la 4 aprilie 1625. Din căsătorie au rezultat cinci copii care au atins vârsta adultă și patru care au murit în copilărie.
- Wilhelm al II-lea, Prinț de Orania (1626–1650), căsătorit cu Mary, Prințesă Regală și Prințesă de Orania.
- Luise Henriette de Nassau (1627–1667), căsătorită cu Frederic Wilhelm, Elector de Brandenburg
- Henriette Amalia de Nassau (1628)
- Elisabeta de Nassau (1630)
- Isabella Charlotte de Nassau (1632–1642)
- Albertine Agnes de Nassau (1634–1696), căsătorită cu Willem Frederic de Nassau-Dietz
- Henriette Catherine de Nassau (1637–1708), căsătorită Johann Georg al II-lea, Prinț de Anhalt-Dessau
- Henry Louis de Nassau (1639)
- Maria de Nassau  (1642–1688), căsătorită cu Louis Henry Maurice, fiul lui Louis Philip, Conte Palatin de Simmern-Kaiserslautern.

1. ↑  RKDartists, accesat în 2 martie 2018
2. ↑  Autoritatea BnF, accesat în 10 octombrie 2015